# 神戸市立須磨図書館
神戸市立須磨図書館（こうべしりつすまとしょかん、Kobe Suma Municipal Library）は、神戸市が須磨区に設置している神戸市立図書館の地域拠点館である。
2016年（平成28年）度実績では、蔵書数が85,838冊で市内11館中第10位、来館者数は197,234人で第11位、貸し出し冊数は369,996冊で11館中8位となっている。延床面積は762平方メートルで、市内11館中では最も狭い。貸し出し条件等は神戸市立図書館#貸し出しを参照のこと。

## 概要
前史として1946年（昭和21年）4月1日に開設された神戸市立図書館須磨出張所が認められるが、同出張所は1958年（昭和33年）3月31日に廃止され、それから20年余り須磨区内には分館や分室が設置されない空白期が続いた。
その後、1970年代から進められて来た神戸市内の各行政区に地域拠点館を設置する方針に基づいて1981年（昭和56年）9月1日に須磨区民センター内で神戸市立須磨図書館として開館する。1995年（平成7年）1月17日の阪神・淡路大震災では当時置かれていた8館（移転作業中だった新長田図書館を除く）中で最も被害が大きく、11月28日にようやく通常業務を再開した。
2012年（平成24年）に市内各区の地域拠点館で開設された「おきしお文庫」では各館ごとに収集テーマが設定されているが、須磨図書館のテーマは自然科学（理科）とされている。
2021年（令和3年）3月24日には須磨区北部の神戸市営地下鉄西神・山手線の名谷駅前に区内で2館目となる神戸市立名谷図書館が大丸須磨店4階で開館したが、北区において北図書館分館から独立した北神図書館とは異なり当初から須磨図書館配下の分館ではなく「区内2番目の地域拠点館」として扱われる。

## アクセス
- 653-0835 兵庫県神戸市須磨区中島町1-2-3 須磨区民センター1階

JR神戸線・鷹取駅から西へ徒歩10分。もしくは山陽電鉄本線・東須磨駅から南へ徒歩8分。

### 周辺
- 須磨警察署
- 神戸市立鷹取中学校
- 神戸市立だいち小学校
- JR西日本神戸総合グラウンド
- 須磨離宮公園
- 神戸須磨シーワールド